# Оливейра, Марсело
Марсело де Оливейра Сантос (порт.-браз. Marcelo de Oliveira Santos; род. 4 марта 1955, Педру-Леополду) — бразильский футболист и тренер.

## Карьера игрока
Наибольших успехов достиг в бразильском «Атлетико Минейро», в составе которого четыре раза выиграл Лигу Минейро (чемпионат штата Минас-Жерайс).
За сборную Бразилии провёл 6 игр и забил 1 гол.

## Карьера тренера
В 2011—2012 годах работал в клубе «Коритиба». Дважды выиграл с командой Лигу Паранаэнсе (чемпионат штата Парана).
В декабре 2012 года возглавил «Крузейро». В первый же сезон (2013) привёл команду к чемпионству. В сезоне 2014 «Крузейро» защитил свой титул. Также «синие» выиграли Лигу Минейро (чемпионат штата Минас-Жерайс). Сезон 2015 команда начала крайне неудачно: одна ничья и три поражения в чемпионате. В результате 2 июня 2015 года Марсело Оливейра был отправлен в отставку.
15 июня 2015 года возглавил «Палмейрас». 9 марта 2016 года, после окончания домашнего матча группового этапа Кубка Либертадорес 2016 против уругвайского «Насьоналя» (1:2), технический директор «Палмейраса» Алешандре Маттос объявил тренеру об увольнении.
20 мая 2016 года назначен главным тренером «Атлетико Минейро». 24 ноября 2016 года, через день после первого матча финала Кубка Бразилии 2016 «Атлетико Минейро» — «Гремио» (1:3), был снят с должности.
20 июля 2017 года назначен главным тренером «Коритибы». Сменил на этой должности Пашекиньо.
22 июня 2018 года назначен главным тренером «Флуминенсе». Контракт подписан до конца сезона 2018.
3 октября 2020 года назначен главным тренером клуба Серии B «Понте-Прета».

## Достижения

### В качестве игрока
«Атлетико Минейро»
- Чемпион штата Минас-Жерайс (4): 1976, 1978, 1979, 1983.
- Обладатель Кубка Минас-Жерайс (2): 1975, 1976.

 Бразилия
- Победитель Панамериканских игр (1): 1975.[13]

### В качестве тренера

#### Командные
«Коритиба»
- Чемпион штата Парана (2): 2011, 2012.

 «Крузейро»
- Чемпион Бразилии (Серия A) (2): 2013[14], 2014[15].
- Чемпион штата Минас-Жерайс (1): 2014.

 «Палмейрас»
- Обладатель Кубка Бразилии (1): 2015.

#### Индивидуальные
- Тренер года в Бразилии (2): 2013[16], 2014[17].